# Ecnomus arabicus
Ecnomus arabicus is een schietmot uit de familie Ecnomidae. De soort komt voor in het Palearctisch gebied.